# Vườn quốc gia Chillagoe-Mungana Caves
Vườn quốc gia Chillagoe-Mungana Caves là một vườn quốc gia ở Queensland, Úc.